# Јентај
Јантај (烟台) град је Кини у покрајини Шандунг. Према процени из 2009. у граду је живело 790.411 становника.

## Становништво
Према процени, у граду је 2009. живело 790.411 становника.
| 1990.   | 2000.   | 2009    |
| ------- | ------- | ------- |
| 452.127 | 623.472 | 790.411 |